# Australische muskuseend
De Australische muskuseend  of Australische lobeend (Biziura lobata) ook wel of lobeend genoemd, is een eend uit de familie van de Anatidae. Het is de enige nog levende soort van het geslacht Biziura. Er is echter nog een fossiele soort bekend, namelijk de Nieuw-Zeelandse lobeend (Biziura delatouri).

## Kenmerken
Volwassen mannetjes zijn 60 tot 70 cm lang en hebben een opvallend grote kwab onder hun bek. De eenden zwemmen met hun lichaam zeer laag op het water, vergelijkbaar met het zwemgedrag van aalscholvers. Deze soort vliegt zelden.

## Verspreiding en leefgebied
De Australische muskuseend is een endemische soort van Australië. Deze eend is zeer aquatisch ingesteld en wordt zelden op het land te zien. Hij verkiest vooral diepe meren met stilstaand water en rietvelden.
Er zijn twee ondersoorten:
- B. l. lobata: zuidwestelijk Australië.
- B. l. menziesi: zuidoostelijk Autralië en Tasmanië.

## Status
De grootte van de populatie wordt geschat op 13-33 duizend volwassen vogels. Op de Rode lijst van de IUCN heeft deze soort de status niet bedreigd.

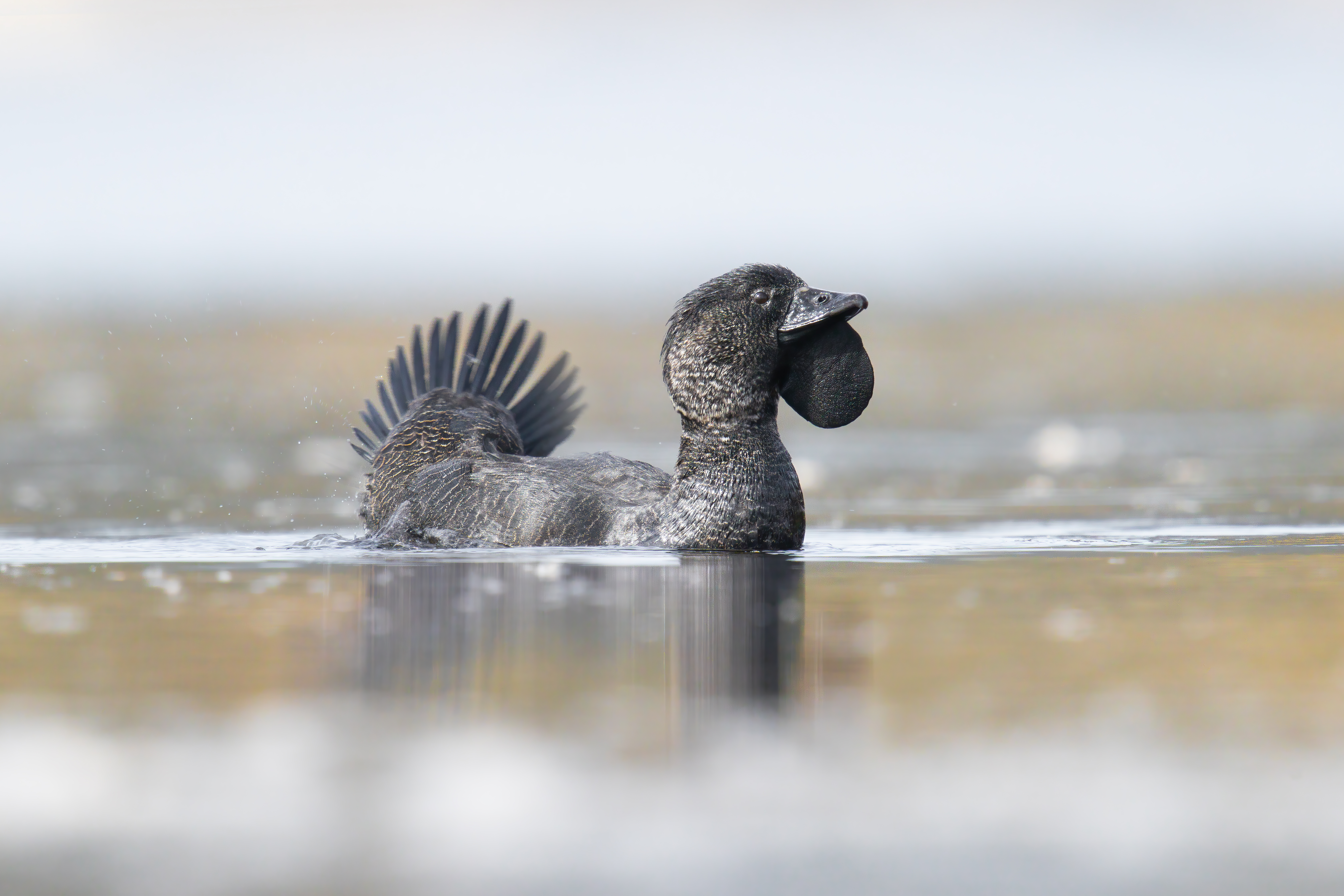